# Jawor
Pour les articles homonymes, voir Jawor (homonymie).
Jawor (en allemand : Jauer ; en tchèque : Javory) est une ville polonaise située au sud-ouest du pays, dans la voïvodie de Basse-Silésie. C'est le chef-lieu du powiat de Jawor.
Un monument bien connu de la ville historique est l'église protestante de la paix qui est inscrite depuis 2001 à la liste du patrimoine mondial de l'UNESCO.

## Géographie
Jawor se situe sur la Nysa Szalona dans la région historique de Basse-Silésie, à environ 61 kilomètres à l'ouest de Wrocław.

## Histoire
Le nom du lieu Jawor, dérivé de slave: javor, « érable », est documenté pour la première fois dans un acte du 12 avril 1177. Située dans le duché de Silésie sous le maison Piast, a profité dès les débuts du privilège urbain selen le droit de Magdebourg.
De 1742 à 1945, Jauer fait partie de l'arrondissement de Jauer dans le district de Liegnitz au sein de la province de Silésie.

## Jumelages
Jawor est jumelée avec les villes suivantes :
- Niesky (Allemagne)
- Turnov (Tchéquie) depuis 2011
- Berdytchiv (Ukraine)
- Niepołomice (Pologne)
- Roseto degli Abruzzi (Italie)

## Personnalités
- Christoff Rudolff (1499–1545), mathématicien ;
- Christoph Hackner (1663–1741), architecte baroque ;
- Karl Friedrich Flögel (1729–1788), spécialiste de littérature ;
- Heinrich Gottfried von Mattuschka (1734–1779), botaniste ;
- Wilhelm Ebstein (1836–1912), médecin qui a décrit la maladie cardiaque anomalie d'Ebstein[1] ;
- Gerhard Bersu (1889–1964), archéologue ;
- Ludwig Manfred Lommel (1891–1962), acteur et humoriste ;
- Elżbieta Witek (née en 1957), enseignante et femme politique.